# 알렉상드르 르텔리에
알렉상드르 르텔리에(프랑스어: Alexandre Letellier, 1990년 12월 11일 ~ )는 프랑스의 축구 선수이다. 그의 포지션은 골키퍼로, 현재 리그 1의 파리 생제르맹에서 활약하고 있다.

## 클럽 경력

### 파리 생제르맹
파리에서 태어난, 르텔리에는 파리 생제르맹에서 선수 생활을 시작했으며, 2009-10 시즌 리저브 팀에서 14번의 리그 경기에 출전했다.

### 앙제
2010년 여름, 르텔리에는 앙제에 입단하였으나, 소속 구단의 첫 2년 동안 1군 진입에 실패하였다. 2012년 8월 7일, 그는 2-1로 이긴 낭트와의 쿠프 드 라 리그 경기에서 프로 데뷔전을 치렀고, 2013년 4월 12일, 0-0으로 비긴 니오르와의 리그 2 경기에서 무실점을 기록했다.
2018년 1월, 르텔리에는 시즌이 끝날 때까지 영 보이스와 임대 계약을 맺었다. 여름에 트루아와 1년 임대 계약을 맺었다. 2019년 7월, 르텔리에는 엘리테세리엔의 사릅스보르그 08로 연말까지 임대되었다.

### 오를레앙
2020년 1월 27일, 르텔리에는 오를레앙과 계약했다. 그는 6번의 경기에 출전했으며, 오를레앙이 샹피오나 나시오날로 강등되면서 자유계약선수로 클럽을 떠났다.

### 파리 생제르맹 복귀
2020년 9월 25일, 르텔리에는 파리 생제르맹으로 복귀했다. 그는 2021년 6월 30일까지 계약을 맺었다. 만료 당일 그는 1년 더 계약을 연장했다.
2022년 5월 21일, 리그 1 2021-22 시즌 마지막 경기에서, 르텔리에는 5-0으로 이긴 파르크 데 프랭스에서 열린 메스와의 경기에서 교체로 출전하여 파리 생제르맹 데뷔전을 치렀다. 이 과정에서, 그는 파리 생제르맹의 1군 팀에서 뛴 484번째 선수가 되었고, 리그 1 우승 메달을 수여받았다. 2022년 7월 6일, 르텔리에가 구단과 2년 연장 계약을 맺었다고 발표되었다.
2023년 6월 3일, 르텔리에는 3-2로 패한 클레르몽과의 시즌 마지막 경기에 또 한번 교체로 출전해 리그 1 우승을 차지했다.
리오넬 메시가 계약 만료로 구단을 떠난 뒤 리그 1 2023-24 시즌부터 르텔리에는 등번호 30번을 달게 되었다.

## 사생활
그는 아내 클로에와의 사이에서 아들이 있다.

## 수상 내역
앙제
- 쿠프 드 프랑스 준우승: 2016–17

영 보이스
- 스위스 슈퍼리그: 2017–18
- 스위스컵 준우승: 2017–18

파리 생제르맹
- 리그 1: 2021–22,[12] 2022–23